# Las Niñas del Aguaucho
Las Niñas del Aguaucho fueron cinco jóvenes violadas y asesinadas en Fuentes de Andalucía en los comienzos de la guerra civil española.

## Historia
El 27 de agosto de 1936, en los comienzos de la guerra civil, varios falangistas secuestraron a varias jóvenes de entre 16 y 22 años y las trasladaron en una camioneta a una finca llamada El Aguaucho.  Allí las obligaron a preparar y servirles la comida, las violaron y finalmente las asesinaron. Al atardecer, el camión volvió y recorrió la calle principal de Fuentes ocupado solo por los asesinos que, borrachos y, a modo de trofeos, llevaban "la ropa interior de las jóvenes en la punta de los fusiles". Las jóvenes fueron asesinadas en Cañada Rosal aunque durante años se había pensado que sus cuerpos habían sido arrojados a un pozo en mitad del campo.
Fuentes de Andalucía fue uno de los pueblos donde el golpe militar de julio triunfó de forma inmediata. No hubo resistencia. Sin embargo, fueron asesinadas 116 personas, 27 de ellas mujeres, fruto de la represión franquista, .

## LasNiñas
- María Jesús Caro González, de 18 años de edad y soltera.[6]
- Coral García Lora, de 16 años.[6]
- Josefa García Lora de 18 años de edad.[6]
- María León Becerril de 22 años y soltera.[6]
- Joaquina Lora Muñoz, de 18 años y soltera.[6]

## Memoria histórica
En noviembre de 2024 se informó de que se habían localizado sus restos en la finca llamada El Aguaucho, situada en la N-4, a un kilómetro del cruce de Fuentes de Andalucía a La Campana. Los restos son de asesinatos cometidos entre el 17 y el 27 de agosto de 1936. Entre ellos se han encontrado al menos nueve mujeres, cinco de ellas menores de 20 años, junto a un grupo de vecinos de Fuentes de Andalucía cuya muerte se registró el 29 de agosto de 1936, con siete varones, entre ellos cuatro jóvenes. Los restos se encontraron en la cuarta fase del proyecto de Memoria Democrática en las fosas comunes del antiguo cementerio de Cañada Rosal.

## Reconocimientos
- Juan Morillo estrenó una obra de teatro titulada Romanche del Aguaucho rememorando lo acaecido.[7]
- En Fuentes de Andalucía hay un monumento en memoria de las víctimas que forma parte de los enclaves de la Memoria Histórica en Andalucía catalogados por la Junta.[5] Se realizó mediante suscripción popular una estatua de hierro forjado, creada por Paco Parra e inaugurada en 2013, que simula un pozo invertido con un grupo de palomas.[6]
- José Luis Tirado realizó en 2011 el documental "Fuentes de la memoria" que recoge los hechos del asesinato de las mujeres del Aguaucho, con testimonios de vecinos de Fuentes de Andalucía.